# ويتني تويلوي
ويتني تويلوي (من مواليد 21 يوليو 1990) عارضة أزياء سويسرية وحاملة لقب ملكة جمال حيث فازت بلقب ملكة جمال سويسرا في عام 2009 عن عمر يناهز 17 عامًا، وهو أصغر 16 مرشحة. فازت ملكة الجمال الشابة بسيارة تبلغ قيمتها أكثر من 38000 فرنك سويسري (حوالي 38649 دولارًا أمريكيًا)، حصلت على والحق في تمثيل سويسرا في مسابقة ملكة جمال الكون وهو ما تم حيث مثلت سويسرا في مسابقة ملكة جمال الكون 2009 أنهت ويتني المسابقة ضمن أفضل 10 متسابقات في الدور قبل النهائي، حيث احتلت المركز التاسع من بين 83 متسابقة في المسابقة التي أقيمت في ناسو، جزر البهاما.
ملكة الجمال السابقة بقامة تبلغ 5'10 . كانت تويوي أول امرأة من أصل أفريقي تفوز بلقب ملكة جمال سويسرا. على عكس الفائزين بمسابقة النسب الأفريقية من دول أخرى، مثل أريانا مياموتو من اليابان وديني مينديز من إيطاليا، لم يكن هناك جدال كبير حول فوز تويلوي.

## نشأتها
من مواليد 21 يوليو 1990 في مدينة يفردون، في كانتون فاود في سويسرا، والدها دواين تويوي هو من أصل أمريكي من أصل أفريقي من أصول مختلطة وأمه فيرونيك قوقازية سويسرية. لدى تويوي شقيقتان صغيرتان، ماتيلد وآفا. في أواخر عام 2014 ، تم التوقيع على جميع الأخوات الثلاث إلى وكالة Time Model Agency في زيوريخ، وظهروا لاحقًا معًا في صورة تم نشرها في Magazine Novembre.
لطالما كانت ملكة جمال سويسرا السابقة تضع دائمًا دراساتها في المرتبة الأولى، ولا تخطط لنمذجة حياتها المهنية. في يوليو 2015 ، تخرجت بدرجة البكالوريوس من مدرسة لوزان الفندقية في لوزان، سويسرا. لدى تويلوي شغفًا بالساعات وصناعة الساعات، وتأمل أن تأخذ هذا الشغف وتثبيته في مهنة تسويقية مع شركة ساعات كبرى.
عارضة الأزياء الشابة يعاني من نقص الحديد، والذي يمكن أن يؤدي إلى التعب الشديد والتهيج. تتذكر تويوي وجود صعوبة في التركيز في المدرسة، وأحيانًا تغفو أثناء الفصول الدراسية. بعد تشخيص الإصابة، بدأت الآنسة السويسرية السابقة في تناول مكملات الحديد. حسّن هذا العلاج البسيط من نوعية حياتها إلى حد كبير، وألهمها أن تصبح متحدثة باسم check-fer.ch (تحقق من الحديد الخاص بك) ، وهي منظمة للتوعية بنقص الحديد.

## الروابط الخارجية
- موقع ملكة جمال سويسرا الرسمي
- ويتني تويلوي على موقع IMDb (الإنجليزية)

| الجوائز و الإنجازات | الجوائز و الإنجازات   | الجوائز و الإنجازات |
| ------------------- | --------------------- | ------------------- |
| سبقه أماندا آمان    | ملكة جمال سويسرا 2008 | تبعه ليندا فاه      |